# Rocca San Casciano
Rocca San Casciano là một đô thị ở tỉnh Forlì-Cesenatrong vùng Emilia-Romagna, có cự ly khoảng 60 km về phía đông nam của Bologna và khoảng 25 km về phía tây namcủa Forlì. Tại thời điểm ngày 31 tháng 12 năm 2004, đô thị này có dân số 2.103 người và diện tích là 50,1 km².
Rocca San Casciano giáp các đô thị: Dovadola, Galeata, Modigliana, Portico e San Benedetto, Predappio, Premilcuore, Tredozio.